# Палау-суліта-і-Плагаманс
Пала́у-суліта́-і-Плагама́нс (кат. Palau-solità i Plegamans) - муніципалітет, розташований в Автономній області Каталонія, в Іспанії. Код муніципалітету за номенклатурою Інституту статистики Каталонії - 81568. Знаходиться у районі (кумарці) Бальєс-Уксідантал (коди району - 40 та VC) провінції Барселона, згідно з новою адміністративною реформою перебуватиме у складі Баґарії (округи) Барселона. 

## Населення
Населення міста (у 2007 р.) становить 13.594 особи (з них менше 14 років - 18,1%, від 15 до 64 - 71,2%, понад 65 років - 10,7%). У 2006 р. народжуваність склала 167 осіб, смертність - 63 особи, зареєстровано 61 шлюб. У 2001 р. активне населення становило 6.193 особи, з них безробітних - 492 особи.

Серед осіб, які проживали на території міста у 2001 р., 8.464 народилися в Каталонії (з них 2.512 осіб у тому самому районі, або кумарці), 2.586 осіб приїхало з інших областей Іспанії, а 334 особи приїхали з-за кордону. 

Університетську освіту має 8,9% усього населення. 

У 2001 р. нараховувалося 3.681 домогосподарство (з них 12,1% складалися з однієї особи, 23,6% з двох осіб,24,4% з 3 осіб, 28,3% з 4 осіб, 7,9% з 5 осіб, 2,7% з 6 осіб, 0,5% з 7 осіб, 0,2% з 8 осіб і 0,2% з 9 і більше осіб).

Активне населення міста у 2001 р. працювало у таких сферах діяльності : у сільському господарстві - 0,8%, у промисловості - 38%, на будівництві - 8% і у сфері обслуговування - 53,2%. 

 У муніципалітеті або у власному районі (кумарці) працює 9.120 осіб, поза районом - 3.566 осіб.

### Доходи населення
У 2002 р. доходи населення розподілялися таким чином :
| \| Доходи населення за статтями доходів \| Доходи населення за статтями доходів \| Доходи населення за статтями доходів \| \| Рік \| 2002 р. \| 2001 р. \| \| ------------------------------------ \| ------------------------------------ \| ------------------------------------ \| \| Заробітна платня \| 60,1% \| 61,6% \| \| Доходи від ведення бізнесу \| 30,6% \| 29,1% \| \| Соціальна допомога \| 9,3% \| 9,3% \| |         |         |
| Доходи населення за статтями доходів |         |         |
| Рік | 2002 р. | 2001 р. |
| Заробітна платня | 60,1%   | 61,6%   |
| Доходи від ведення бізнесу | 30,6%   | 29,1%   |
| Соціальна допомога | 9,3%    | 9,3%    |

### Безробіття
У 2007 р. нараховувалося 433 безробітних (у 2006 р. - 477 безробітних), з них чоловіки становили 34,9%, а жінки - 65,1%.

## Економіка
У 1996 р. валовий внутрішній продукт розподілявся по сферах діяльності таким чином :
| \| Валовий внутрішній продукт \| Валовий внутрішній продукт \| Валовий внутрішній продукт \| \| Рік \| 1996 р. \| 1991 р. \| \| -------------------------- \| -------------------------- \| -------------------------- \| \| Сільське господарство \| 0,5% \| 0,9% \| \| Промисловість \| 61% \| 63,6% \| \| Будівництво \| 6,1% \| 4% \| \| Послуги \| 32,4% \| 31,5% \| |         |         |
| Валовий внутрішній продукт |         |         |
| Рік | 1996 р. | 1991 р. |
| Сільське господарство | 0,5%    | 0,9%    |
| Промисловість | 61%     | 63,6%   |
| Будівництво | 6,1%    | 4%      |
| Послуги | 32,4%   | 31,5%   |

### Підприємства міста

#### Промислові підприємства
| \| Промислові підприємства міста, за сферою діяльності \| Промислові підприємства міста, за сферою діяльності \| Промислові підприємства міста, за сферою діяльності \| \| Рік \| 2002 р. \| 2001 р. \| \| --------------------------------------------------- \| --------------------------------------------------- \| --------------------------------------------------- \| \| Енергетичні та водні ресурси \| 1,5% \| 1,5% \| \| Хімія та метали \| 11,8% \| 11,6% \| \| Переробка металів \| 50,4% \| 48,1% \| \| Продукти харчування \| 4,2% \| 4,1% \| \| Текстиль \| 5% \| 5,2% \| \| Виробництво меблів, видання \| 14,5% \| 14,6% \| \| Інше \| 12,6% \| 14,9% \| \| Усього підприємств \| 262 \| 268 \| |         |         |
| Промислові підприємства міста, за сферою діяльності |         |         |
| Рік | 2002 р. | 2001 р. |
| Енергетичні та водні ресурси | 1,5%    | 1,5%    |
| Хімія та метали | 11,8%   | 11,6%   |
| Переробка металів | 50,4%   | 48,1%   |
| Продукти харчування | 4,2%    | 4,1%    |
| Текстиль | 5%      | 5,2%    |
| Виробництво меблів, видання | 14,5%   | 14,6%   |
| Інше | 12,6%   | 14,9%   |
| Усього підприємств | 262     | 268     |

#### Роздрібна торгівля
| \| Підприємства роздрібної торгівлі міста, за сферою діяльності \| Підприємства роздрібної торгівлі міста, за сферою діяльності \| Підприємства роздрібної торгівлі міста, за сферою діяльності \| \| Рік \| 2002 р. \| 2001 р. \| \| ------------------------------------------------------------ \| ------------------------------------------------------------ \| ------------------------------------------------------------ \| \| Продукти харчування \| 25,9% \| 25% \| \| Одяг та взуття \| 15,5% \| 13,4% \| \| Товари для дому \| 16,7% \| 15,7% \| \| Книги та періодичні видання \| 4% \| 4,1% \| \| Промислова хімічна продукція \| 8,6% \| 9,9% \| \| Продукція, пов'язана з транспортними засобами \| 5,7% \| 5,2% \| \| Інше \| 23,6% \| 26,7% \| \| Усього підприємств \| 174 \| 172 \| |         |         |
| Підприємства роздрібної торгівлі міста, за сферою діяльності |         |         |
| Рік | 2002 р. | 2001 р. |
| Продукти харчування | 25,9%   | 25%     |
| Одяг та взуття | 15,5%   | 13,4%   |
| Товари для дому | 16,7%   | 15,7%   |
| Книги та періодичні видання | 4%      | 4,1%    |
| Промислова хімічна продукція | 8,6%    | 9,9%    |
| Продукція, пов'язана з транспортними засобами | 5,7%    | 5,2%    |
| Інше | 23,6%   | 26,7%   |
| Усього підприємств | 174     | 172     |

#### Сфера послуг
| \| Підприємства міста, що працюють у сфері послуг, за діяльністю \| Підприємства міста, що працюють у сфері послуг, за діяльністю \| Підприємства міста, що працюють у сфері послуг, за діяльністю \| \| Рік \| 2002 р. \| 2001 р. \| \| ------------------------------------------------------------- \| ------------------------------------------------------------- \| ------------------------------------------------------------- \| \| Гуртова торгівля \| 16% \| 17% \| \| Готелі та готельний бізнес \| 13,2% \| 13,3% \| \| Транспорт та зв'язок \| 31,4% \| 31,3% \| \| Посередницькі фінансові послуги \| 2,9% \| 3,2% \| \| Послуги підприємствам \| 7% \| 6,4% \| \| Послуги фізичним особам \| 19% \| 19,3% \| \| Нерухомість та ін. \| 10,5% \| 9,6% \| \| Усього підприємств \| 589 \| 534 \| |         |         |
| Підприємства міста, що працюють у сфері послуг, за діяльністю |         |         |
| Рік | 2002 р. | 2001 р. |
| Гуртова торгівля | 16%     | 17%     |
| Готелі та готельний бізнес | 13,2%   | 13,3%   |
| Транспорт та зв'язок | 31,4%   | 31,3%   |
| Посередницькі фінансові послуги | 2,9%    | 3,2%    |
| Послуги підприємствам | 7%      | 6,4%    |
| Послуги фізичним особам | 19%     | 19,3%   |
| Нерухомість та ін. | 10,5%   | 9,6%    |
| Усього підприємств | 589     | 534     |

## Житловий фонд
У 2001 р. 3,7% усіх родин (домогосподарств) мали житло метражем до 59 м2, 28,9% - від 60 до 89 м2, 29,6% - від 90 до 119 м2 і
37,8% - понад 120 м2.

З усіх будівель у 2001 р. 33,8% було одноповерховими, 56,8% - двоповерховими, 7,6
% - триповерховими, 0,7% - чотириповерховими, 0,7% - п'ятиповерховими, 0,3% - шестиповерховими,
0% - семиповерховими, 0% - з вісьмома та більше поверхами.

## Автопарк
| \| Автомобілі, зареєстровані у місті, за призначенням \| Автомобілі, зареєстровані у місті, за призначенням \| Автомобілі, зареєстровані у місті, за призначенням \| \| Рік \| 2006 р. \| 2005 р. \| \| -------------------------------------------------- \| -------------------------------------------------- \| -------------------------------------------------- \| \| Приватні автомобілі \| 64,9% \| 66,2% \| \| Мотоцикли \| 10% \| 9,4% \| \| Вантажівки \| 19,5% \| 19,2% \| \| Трактори \| 1,4% \| 1,3% \| \| Автобуси та ін. \| 4,2% \| 3,8% \| \| Усього автомобілів \| 11.733 шт. \| 11.379 шт. \| |            |            |
| Автомобілі, зареєстровані у місті, за призначенням |            |            |
| Рік | 2006 р.    | 2005 р.    |
| Приватні автомобілі | 64,9%      | 66,2%      |
| Мотоцикли | 10%        | 9,4%       |
| Вантажівки | 19,5%      | 19,2%      |
| Трактори | 1,4%       | 1,3%       |
| Автобуси та ін. | 4,2%       | 3,8%       |
| Усього автомобілів | 11.733 шт. | 11.379 шт. |

## Вживання каталанської мови
У 2001 р. каталанську мову у місті розуміли 97,5% усього населення (у 1996 р. - 97,7%), вміли говорити нею 76,2% (у 1996 р. - 
81,2%), вміли читати 76,8% (у 1996 р. - 77,4%), вміли писати 49,4
% (у 1996 р. - 48,3%). Не розуміли каталанської мови 2,5%.

## Політичні уподобання
У виборах до Парламенту Каталонії у 2006 р. взяло участь 5.383 особи (у 2003 р. - 5.662 особи). Голоси за політичні сили розподілилися таким чином:
| \| Вибори до Парламенту Каталонії \| Вибори до Парламенту Каталонії \| Вибори до Парламенту Каталонії \| \| Рік \| 2006 р. \| 2003 р. \| \| -------------------------------------- \| ------------------------------ \| ------------------------------ \| \| Конвергенція та Єднання (CiU) \| 38% \| 37,1% \| \| Соціалістична партія Каталонії (PSC) \| 23,8% \| 29,1% \| \| Народна партія (PP) \| 9,7% \| 10,5% \| \| Ініціатива за зелену Каталонію (IC) \| 9,1% \| 6,6% \| \| Республіканська лівиця Каталонії (ERC) \| 13,5% \| 15,6% \| \| Громадянська партія (C's) \| 3,3% \| 0% \| \| Інші \| 2,6% \| 1,2% \| |         |         |
| Вибори до Парламенту Каталонії |         |         |
| Рік | 2006 р. | 2003 р. |
| Конвергенція та Єднання (CiU) | 38%     | 37,1%   |
| Соціалістична партія Каталонії (PSC) | 23,8%   | 29,1%   |
| Народна партія (PP) | 9,7%    | 10,5%   |
| Ініціатива за зелену Каталонію (IC) | 9,1%    | 6,6%    |
| Республіканська лівиця Каталонії (ERC) | 13,5%   | 15,6%   |
| Громадянська партія (C's) | 3,3%    | 0%      |
| Інші | 2,6%    | 1,2%    |

У муніципальних виборах у 2007 р. взяло участь 5.344 особи (у 2003 р. - 5.374 особи). Голоси за політичні сили розподілилися таким чином:
| \| Муніципальні вибори \| Муніципальні вибори \| Муніципальні вибори \| \| Рік \| 2007 р. \| 2003 р. \| \| -------------------------------------- \| ------------------- \| ------------------- \| \| Конвергенція та Єднання (CiU) \| 29,1% \| 25,3% \| \| Соціалістична партія Каталонії (PSC) \| 31,5% \| 40,2% \| \| Народна партія (PP) \| 7,8% \| 7,2% \| \| Ініціатива за зелену Каталонію (IC) \| 11,2% \| 12% \| \| Республіканська лівиця Каталонії (ERC) \| 12,6% \| 15,4% \| \| Громадянська партія (C's) \| 0% \| 0% \| \| Інші \| 7,8% \| 0% \| |         |         |
| Муніципальні вибори |         |         |
| Рік | 2007 р. | 2003 р. |
| Конвергенція та Єднання (CiU) | 29,1%   | 25,3%   |
| Соціалістична партія Каталонії (PSC) | 31,5%   | 40,2%   |
| Народна партія (PP) | 7,8%    | 7,2%    |
| Ініціатива за зелену Каталонію (IC) | 11,2%   | 12%     |
| Республіканська лівиця Каталонії (ERC) | 12,6%   | 15,4%   |
| Громадянська партія (C's) | 0%      | 0%      |
| Інші | 7,8%    | 0%      |